# Ocell lira
Ocell lira és el nom comú de les dues espècies del gènere Menura, únic de la família dels menúrids (Menuridae), a l'ordre dels passeriformes.

## Morfologia
- Els mascles fan 90 – 100 cm de llargària, amb un pes aproximat d'1 kg. Les femelles 75 – 85 cm i 900 g.
- Ales curtes i arrodonides i potes llargues.
- El plomatge és de tons marrons per sobre i més clars i grisenc per sota.
- La cua del mascle és molt llarga, amb unes plomes transversals molt modificades. La cua de la femella és més senzilla i petita.

## Hàbitat i distribució
Habiten al sotabosc, en zones de boscos humits amb clars, en Austràlia oriental.

## Hàbits
- Són aus de costums principalment terrestres.
- El seu cant és fort i molt elaborat. Té una gran capacitat per imitar el cant d'altres aus, i també qualsevol soroll, com mamífers, la veu humana i inclús màquines com motoserres i xiulits d'alarma.
- Davant d'un obstacle o per a lliurar-se d'un perill pot alçar el vol en distàncies curtes.

## Reproducció
El mascle desplega una complicada parada nupcial per atraure la femella. Després la femella fa un niu senzill on diposita un únic ou, que covarà durant més de 50 dies. Ella cria en solitari el pollet durant molt de temps, fins a 8 mesos.

## Alimentació
Són omnivors, s'alimenten de diversos insectes i cucs de terra, i en menor mesura de llavors. Troben l'aliment raspant el terra amb les seves potes.

## Taxonomia
És generalment acceptat que la família més estretament relacionada amb els ocells lira és la dels atricornítids (Atrichornithidae), que alguns han unit en una única família.
Són aus antigues, conservant-se al Museu d'Austràlia fòssils d'aus lira de prop de 15 milions d'anys.
Es classifiquin en una família pròpia, Menuridae, amb un únic gènere, Menura i dues espècies:
- Ocell lira d'Albert (Menura alberti)
- Ocell lira superb (Menura novaehollandiae)